# Mycomya marginata
Mycomya marginata är en tvåvingeart som först beskrevs av Johann Wilhelm Meigen 1818.  Mycomya marginata ingår i släktet Mycomya och familjen svampmyggor. Arten är reproducerande i Sverige. Inga underarter finns listade i Catalogue of Life.